# Galleria Fallani
Die Galleria Fallani ist ein familiengeführtes römisches Unternehmen des Kunsthandels.
Die Galleria Fallani wurde 1872 in Rom von Oreste Fallani gegründet. Seit den 1920er Jahren betreibt die Familie ein Ladengeschäft in der Via Babuino 58 A. Von den 1950er Jahren bis zu seinem Tode leitete Oreste Fallanis Neffe, der Sohn seines Bruders Renato Fallani, der Kunsthistoriker Giorgio Fallani (* 3. Oktober 1921; † 9. Juli 1994 in Rom) das Geschäft. Nach dessen Tod übernahm sein Sohn Carlo Maria Fallani, der schon 1969 im Unternehmen arbeitete, die Leitung. Die Betreiber der Galleria Fallani gehören zu den geachteten und integeren Vertretern des internationalen Kunsthandels und unterhalten Beziehungen in alle Welt. So unterhielten sie in Deutschland unter anderem geschäftliche Beziehungen zum Archäologischen Institut der Universität Heidelberg und der Antikensammlung des Martin von Wagner Museums in Würzburg, aber auch zu Sammlern wie Peter Ludwig. Nach Würzburg vermittelte Giorgio Fallani unter anderem den Würzburger Vierjahreszeitenaltar.
Die Galleria Fallani ist auf den Handel antiker Marmorarbeiten spezialisiert, handelt darüber hinaus aber auch mit Vasen, Gläsern, Terrakotten, Bronzen und Münzen.